# Kroatische Badmintonmeisterschaft 2001
Die Kroatische Badmintonmeisterschaft 2001 fand vom 10. bis zum 11. Februar 2001 in Zagreb statt.

## Medaillengewinner
| Disziplin    | Gold                              | Silber                             | Bronze                          |
| ------------ | --------------------------------- | ---------------------------------- | ------------------------------- |
| Herreneinzel | Vedran Ciganović                  | Neven Rihtar                       | Janko Hranilović                |
| Herreneinzel | Vedran Ciganović                  | Neven Rihtar                       | Silvio Jurčić                   |
| Dameneinzel  | Matea Čiča                        | Maja Šavor                         | Matea Šalov                     |
| Dameneinzel  | Matea Čiča                        | Maja Šavor                         | Morana Esih                     |
| Herrendoppel | Vedran Ciganović Hrvoje Kazesović | Tomislav Bojničić Janko Hranilović | Mirko Šestić Nikica Šikić       |
| Herrendoppel | Vedran Ciganović Hrvoje Kazesović | Tomislav Bojničić Janko Hranilović | Marko Habuš Roman Cvetko        |
| Damendoppel  | Matea Čiča Morana Esih            | Maja Šavor Ana Šavor               | Andrea Žvorc Zrinka Klarić      |
| Damendoppel  | Matea Čiča Morana Esih            | Maja Šavor Ana Šavor               | Iva Dragičević Dijana Drvoderić |
| Mixed        | Vedran Ciganović Ana Jurić        | Neven Rihtar Maja Šavor            | Mirko Šestić Zrinka Klarić      |
| Mixed        | Vedran Ciganović Ana Jurić        | Neven Rihtar Maja Šavor            | Tomislav Mihetec Morana Esih    |